# Germano de Figueiredo
Germano Luís de Figueiredo  (Alcântara, Portugal, 23 de diciembre de 1932-Linda-a-Velha, Portugal, 14 de julio de 2004), más conocido como Germano (pronunciación en portugués: /ʒɨɾˈmɐnu/), fue un futbolista portugués que jugaba como defensa.

## Selección nacional
Fue internacional con la selección de fútbol de Portugal en 24 ocasiones. Formó parte de la selección que obtuvo el tercer lugar en la Copa del Mundo de 1966.

### Participaciones en Copas del Mundo
| Mundial                        | Sede       | Resultado    | Partidos | Goles |
| ------------------------------ | ---------- | ------------ | -------- | ----- |
| Copa Mundial de Fútbol de 1966 | Inglaterra | Tercer lugar | 1        | 0     |

## Clubes
| Club          | País     | Año       |
| ------------- | -------- | --------- |
| Atlético CP   | Portugal | 1951-1960 |
| SL Benfica    | Portugal | 1960-1966 |
| SC Salgueiros | Portugal | 1966-1967 |

## Palmarés

### Campeonatos nacionales
| Título           | Club        | País     | Año  |
| ---------------- | ----------- | -------- | ---- |
| Segunda Divisão  | Atlético CP | Portugal | 1959 |
| Primeira Divisão | SL Benfica  | Portugal | 1961 |
| Copa de Portugal | SL Benfica  | Portugal | 1962 |
| Primeira Divisão | SL Benfica  | Portugal | 1963 |
| Primeira Divisão | SL Benfica  | Portugal | 1964 |
| Copa de Portugal | SL Benfica  | Portugal | 1964 |
| Primeira Divisão | SL Benfica  | Portugal | 1965 |

### Copas internacionales
| Título                      | Club       | Sede                     | Año  |
| --------------------------- | ---------- | ------------------------ | ---- |
| Copa de Campeones de Europa | SL Benfica | Berna (Suiza)            | 1961 |
| Copa de Campeones de Europa | SL Benfica | Ámsterdam (Países Bajos) | 1962 |

### Distinciones individuales
| Distinción                      | Año  |
| ------------------------------- | ---- |
| Parte del World Soccer World XI | 1961 |
| Parte del World Soccer World XI | 1962 |
| Parte del World Soccer World XI | 1965 |

## Condecoraciones
| Distinción                                           | Año  |
| ---------------------------------------------------- | ---- |
| Medalla de Plata de la Orden del Infante Don Enrique | 1966 |